# Ipomoea philipsonii
Ipomoea philipsonii är en vindeväxtart som beskrevs av O'donell. Ipomoea philipsonii ingår i släktet praktvindor, och familjen vindeväxter. Inga underarter finns listade i Catalogue of Life.